# Hakim Zouari
Pour les articles homonymes, voir Zouari.
Hakim Zouari, né le 28 mars 1988 à Sfax, est un joueur tunisien de volley-ball. Il mesure 1,97 m et joue au poste de central.
Il prend part aux Jeux olympiques d'été de 2012 avec l'équipe de Tunisie.

## Palmarès

### Équipe nationale

#### Jeux olympiques
- 11e aux Jeux olympiques de 2012 ( Royaume-Uni)

#### Jeux méditerranéens
- Médaille d'argent aux Jeux méditerranéens de 2013 ( Turquie)

### Autres
- Vainqueur de la coupe du président Noursoultan Nazarbaïev en 2012 ( Kazakhstan)

### Clubs
- Championnat du monde des clubs
  - 5e en 2013 ( Brésil)
- Championnat d'Afrique des clubs
  -  Vainqueur en 2013 ( Libye)
- Coupe arabe des clubs champions
  -  Vainqueur en 2013 ( Liban)
- Championnat de Tunisie
  -  Vainqueur en 2013
- Coupe de Tunisie
  -  Vainqueur en 2012 et 2013

### Autres
- Vainqueur du Tournoi international de Bani Yas en 2011 et 2012 ( Émirats arabes unis)

## Récompenses et distinctions
- Meilleur bloqueur de la coupe arabe des clubs champions 2013[1]
- Deuxième meilleur bloqueur du championnat du monde des clubs 2013[2]